# Nueva Jerusalén, Siltepec
Nueva Jerusalén är en ort i Mexiko.   Den ligger i kommunen Siltepec och delstaten Chiapas, i den sydöstra delen av landet, 800 km sydost om huvudstaden Mexico City. Nueva Jerusalén ligger 1 853 meter över havet och antalet invånare är 153.
Terrängen runt Nueva Jerusalén är bergig åt sydväst, men åt nordost är den kuperad. Terrängen runt Nueva Jerusalén sluttar norrut. Runt Nueva Jerusalén är det ganska tätbefolkat, med 78 invånare per kvadratkilometer. Närmaste större samhälle är Santo Domingo, 8,4 km öster om Nueva Jerusalén. I omgivningarna runt Nueva Jerusalén växer i huvudsak städsegrön lövskog.